# Чэнь Яое
Чэнь Яое (кит. упр. 陈耀烨, пиньинь Chén Yàoyè, род. 16 декабря 1989) — китайский профессиональный игрок 9 дана по го, текущий обладатель китайского титула го Тяньюань.

## Биография
Чэнь Яое родился в Пекине 16 декабря 1989 года. В возрасте 16 лет он одержал победу над Ли Чхан Хо, в то время считавшегося лучшим игроком в мире. В 2005 году он выиграл Национальное первенство Китая по го (National Go Individual), став самым молодым победителем этого турнира. Высший разряд (9 профессиональный дан) был достигнут им в 2007 году. Чэнь Яое 8 лет подряд (с 2009 по 2016) удерживал за собой один из основных китайских титулов го — Тяньюань.
Стиль игры Чэня Яое — территориальный, наподобие величайшего игрока Японии Тё Тикуна.

## Титулы
| Титул                   | Победа                                         | Вышел в финал |
| ----------------------- | ---------------------------------------------- | ------------- |
| Китай                   |                                                |               |
| Национальное первенство | 2005                                           |               |
| Тяньюань                | 2009, 2010, 2011, 2012, 2013, 2014, 2015, 2016 | 2017          |
| Кубок CCTV              | 2010                                           | 2007          |
| Кубок Ахань Туншань     |                                                | 2011          |
| Кубок Чжанци            | 2013                                           |               |
| Континентальные         |                                                |               |
| Кубок Asian TV          |                                                | 2007          |
| Международные           |                                                |               |
| Кубок LG                |                                                | 2006          |